# گمینا خربه
گمینا خربه (به لهستانی:  Gmina Herby) یک گمینا در لهستان است که در شهرستان لوبلینگتس واقع شده‌است. گمینا خربه ۵۰٫۴۷ کیلومتر مربع مساحت و ۶٬۹۸۱ نفر جمعیت دارد.